# Walsall
Walsall város az Egyesült Királyságban, Anglia területén, Birminghamtől 12 km-re ÉNy-ra. Lakossága 175 ezer fő.
Ipari és kereskedő központ. Bőrárut és gépipari termékeket gyárt.